# Ким Джун Чхон
Ким Джун Чхон (кор. 김준천; род. 28 августа 1992 года в Сеуле) — южно-корейский шорт-трекист, участник зимних Олимпийских игр 2018 года, бронзовый призёр чемпионата мира 2016 года. Окончил Корейский национальный спортивный университет на факультете физическое воспитание.

## Спортивная карьера
Ким Джун Чхон в 1999 году начал заниматься шорт-треком в возрасте 7-ми лет, в начальной школе Сеула, чтобы принять участие в соревнованиях по конькобежному спорту в своей школе. Родители хотели, чтобы он бросил школу, когда учился в 3-м классе. Было время, когда его заставляли не ходить на каток по шесть-семь месяцев, но он сбегал и продолжал тренироваться. В средней школе ему приходилось посещать занятия 2-3 раза в неделю из-за тренировок, но старательно учился и получал хорошие оценки.
Он перенёс операцию на ноге во 2-м классе старшей школы после того, как конечность была порезана лезвием конька товарища по команде во время национальных соревнований. Ему потребовался один год реабилитации. Впервые он принял участие на международном уровне в 2012 году на юниорском чемпионате мира в Мельбурне и выиграл там золотую медаль в эстафете и 6-е место в личном многоборье. В начале 2015 года участвовал на зимней Универсиаде в Гранаде в эстафете.
В сезоне 2015/16 Союз конькобежцев Кореи (KSU) пригласил Ким Джун Чхона в национальную сборную взамен Син Да Уна, который ударил Ким Хан Вула по лицу 16 сентября 2015 года. Уже в ноябре занял 2-е место в эстафете на Кубке мира в Торонто, в декабре он поднялся на 8-е место в беге на 500 метров, а в Шанхае замкнул первую шестёрку на дистанции 1500 метров.
В феврале 2016 года занял 4-е место в Дрездене в эстафете, а на 6-м этапе в Дордрехте и вовсе занял 3-е место в беге на 1000 метров и 4-е место в эстафете. Сезон закрыл бронзовой медалью в эстафете на чемпионате мира в Сеуле.
В феврале 2017 года на Кубке мира в Дрездене занял 3-е место в эстафете, 4-е место в беге на 500 метров и два 5-х в беге на 1000 метров и в эстафете в Минске.
После ухода из спорта Ким Джун Чхон стал членом Международного олимпийского комитета (МОК) и работал в составе команды по конькобежному спорту в Корейском спортивном университете.